# Pistolet Remington Model 51
Remington Model 51 – pistolet samopowtarzalny opracowany krótko po I wojnie światowej w firmie Remington Arms Company.

## Historia
W czasie pierwszej wojny światowej Remington produkował na zamówienie rządowe pistolety Colt M1911. Po zakończeniu wojny produkcję Coltów zakończono, ale zarząd firmy Remington produkującej przed wojną rewolwery i karabiny postanowił rozszerzyć ofertę i rozpocząć produkcję pistoletu przeznaczonego do sprzedaży na rynku cywilnym.
Konstruktorem nowego pistoletu był John D. Pedersen. Skonstruowany przez niego pistolet pomimo zasilania stosunkowo słabym nabojem 9 x 17 mm Short działał na zasadzie odrzutu zamka półswobodnego. Dzięki temu działanie automatyki broni było płynniejsze niż w pistoletach z zamkiem swobodnym, ale pistolet miał bardziej skomplikowaną konstrukcję, i był droższy w produkcji.
Produkcję nowego pistoletu który otrzymał nazwę Model 51 uruchomiono w 1918 roku. Poza wersją kalibru 9 mm Short w mniejszych ilościach produkowano pistolety w wersji kalibru 7,65 x 17 mm SR Browning.
Model 51 był bronią cieszącą się dobrą opinią, ale wysoka cena zmniejszała popyt. Dlatego w 1927 roku produkcję zakończono.

## Opis
Model 51 działał na zasadzie krótkiego odrzutu zamka półswobodnego. Zasilany był z jednorzędowego magazynka pudełkowego o pojemności 7 nabojów. Mechanizm uderzeniowy kurkowy z kurkiem wewnętrznym. Mechanizm spustowy bez samonapinania. Pistolet wyposażony był w automatyczny bezpiecznik chwytowy (w tylnej części chwytu) i bezpiecznik nastawny (skrzydełko z lewej strony).  Celownik stały.